# Budoc de Vannes
Saint Budoc, est le douzième, huitième selon la Gallia Christiana,  évêque du diocèse de Vannes au VIIe siècle.

## Sources
- Liste officielle des prélats du diocèse de Vannes de l'Église catholique Diocèse de Vannes Liste chronologique des Évêques de Vannes .
- (la) Jean-Barthélemy Hauréau, Gallia Christiana, vol. XIV Provincia Turonensi, Paris, Firmin-Didot, 1856, p. 918 Ecclesia Venentesis VIII Budocus.